# 10 يوليو
- السبت
- الأحد
- الاثنين
- الثلاثاء
- الأربعاء
- الخميس
- الجمعة

- 283 محرم 1447  هـ
- 294 محرم 1447  هـ
- 305 محرم 1447  هـ
- 16 محرم 1447  هـ
- 27 محرم 1447  هـ
- 38 محرم 1447  هـ
- 49 محرم 1447  هـ
- 510 محرم 1447  هـ
- 611 محرم 1447  هـ
- 712 محرم 1447  هـ
- 813 محرم 1447  هـ
- 914 محرم 1447  هـ
- 1015 محرم 1447  هـ
- 1116 محرم 1447  هـ
- 1217 محرم 1447  هـ
- 1318 محرم 1447  هـ
- 1419 محرم 1447  هـ
- 1520 محرم 1447  هـ
- 1621 محرم 1447  هـ
- 1722 محرم 1447  هـ
- 1823 محرم 1447  هـ
- 1924 محرم 1447  هـ
- 2025 محرم 1447  هـ
- 2126 محرم 1447  هـ
- 2227 محرم 1447  هـ
- 2328 محرم 1447  هـ
- 2429 محرم 1447  هـ
- 2530 محرم 1447  هـ
- 261 صفر 1447  هـ
- 272 صفر 1447  هـ
- 283 صفر 1447  هـ
- 294 صفر 1447  هـ
- 305 صفر 1447  هـ
- 316 صفر 1447  هـ
- 17 صفر 1447  هـ

10 يوليو أو 10 تمُّوز أو 10 يوليه أو يوم 10 \ 7 (اليوم العاشر من الشهر السابع) هو اليوم الحادي والتسعون بعد المئة (191) من السنوات البسيطة، أو اليوم الثاني والتسعون بعد المئة (192) من السنوات الكبيسة وفقًا للتقويم الميلادي الغربي (الغريغوري). يبقى بعده 174 يوما لانتهاء السنة.

## أحداث
- 1645 - وقوع «معركة لانغبورت» في إطار الحرب الأهلية الإنجليزية وذلك بين أنصار الملك تشارلز الأول وأنصار البرلمان.
- 1778 - ملك فرنسا لويس السادس عشر يعلن الحرب على بريطانيا متحالفًا مع الثوار الأمريكيين في حربهم التحريرية.
- 1789 - المستكشف الكندي ألكسندر ماكينزي يصل إلى دلتا نهر أطلق عليه اسم نهر ماكينزي تيمنًا باسمه.
- 1796 - عالم الرياضيات الألماني كارل فريدريش غاوس يكتشف أن كل عدد طبيعي موجب يمكن كتابته على الأكثر في شكل مجموع ثلاثة أعداد مثلثية.
- 1830 - استسلام مدينة الجزائر للقوات الفرنسية.
- 1882 - الأسطول البريطاني ينذر قائد حامية الإسكندرية بوقف عمليات التحصين والتجديد وإنزال المدافع الموجودة فيها، وقد رفض الخديوي توفيق ومجلس وزرائه هذه التهديدات.
- 1890 - وايومنغ تنضم للولايات المتحدة لتكون الولاية الرابعة والأربعين في ترتيب الانضمام.
- 1919 - الرئيس الأمريكي وودرو ويلسون يعرض نص معاهدة فرساي التي أنهت الحرب العالمية الأولى.
- 1923 - الديكتاتور الإيطالي بينيتو موسوليني يصدر قرارًا يحل بموجبه كل الأحزاب السياسية غير الفاشية ويلغي الحياة البرلمانية.
- 1925 - تأسيس وكالة الأنباء الرسمية السوفييتية تحت اسم «وكالة إتار تاس».
- 1938 - هوارد هيوز يحطم رقمًا قياسيًا جديدًا في دورانه حول العالم، وقد حقق ذلك في 91 ساعة و14 دقيقة.
- 1940 - الجمعية الوطنية الفرنسية تعلن نهاية الجمهورية الفرنسية الثالثة وقيام حكومة فيشي بقيادة المارشال فيليب بيتان والتي قبلت بالاستسلام أمام الألمان خلال الحرب العالمية الثانية.
- 1943 - قوات الحلفاء تنزل في صقلية معلنة بذلك بداية الحملة الإيطالية في إطار الحرب العالمية الثانية.
- 1948 - الصهاينة يستولون على مطار اللد.
- 1951 - بداية مفاوضات الهدنة بين كوريا الشمالية وكوريا الجنوبية لإنهاء الحرب الكورية، إلا أن الحرب لم تضع أوزارها حتى 27 يوليو 1953.
- 1962 - إطلاق أول قمر صناعي للاتصالات في العالم باسم تلستار 1 والذي كان ينقل البرامج التلفزيونية بين أوروبا والولايات المتحدة.
- 1967 -
  - انضمام الأوروغواي إلى «اتفاقية بيرن» الخاصة بحماية الحقوق الفكرية والثقافية.
  - نيوزيلندا تعتمد النظام العشري في عملتها.
- 1971 - محاولة انقلاب الصخيرات في المغرب.
- 1973 - البهاما تحصل على استقلالها في إطار دول الكومنولث.
- 1973 - البرلمان الباكستاني يوافق على مشروع قرار يقر فيه باعترافه بدولة بنغلاديش التي انفصلت عن باكستان.
- 1978 - انقلاب عسكري في موريتانيا ضد الرئيس المختار ولد داداه قام به الملازم أول المصطفي ولد محمد السالك.
- 1985 - عميلان للمخابرات الفرنسية يقومان بتفجير سفينة «رينبو وورييار» التابعة لمنظمة السلام الأخضر التي تندد بالتفجيرات النووية وذلك في ميناء أوكلاند النيوزيلندي.
- 1991 - بوريس يلتسن يتولى رئاسة روسيا الاتحادية ليكون أول رئيس منتخب لها منذ حل الاتحاد السوفيتي.
- 1992 - صدور حكم بالسجن لمدة 40 سنة لرئيس بنما مانويل نورييغا في ميامي وذلك بتهمة الفساد وقضايا مخدرات، وهي أول مرة يتم فيها محاكمة رئيس دولة أجنبية في الولايات المتحدة.
- 2000 -
  - بشار الأسد يفوز بمنصب رئيس الجمهورية العربية السورية بنسبة 97% من المشاركين في استفتاء عام وذلك بعد شهر من وفاة والده الرئيس حافظ الأسد.
  - انفجار أنبوب نقل نفط في جنوب نيجيريا أدى إلى مقتل حوالي 250 قرويًا.
- 2006 -
  - اغتيال زعيم المجاهدين الشيشان شامل باساييف على يد المخابرات الروسية.
  - اللاعب الفرنسي زين الدين زيدان يتلقى جائزة الكرة الذهبية لكأس العالم لكرة القدم 2006، وهي آخر منافسة له في مشواره الاحترافي.
- 2016 - منتخب البرتغال يحرز لقب بطولة أمم أوروبا لكرة القدم 2016 للمرة الأولى في تاريخه بعد فوزه على مستضيف البطولة منتخب فرنسا بهدف دون رد.
- 2017 - القائد العام للقوات المسلحة العراقية حيدر العبادي يعلن تحرير مدينة الموصل بالكامل من سيطرة تنظيم الدولة الإسلامية (داعش) ونهاية دولة الخلافة فيها.
- 2018 - انتهاء محنة فتية الكهف المحتجزين في تايلند بعد إنقاذ كافة الفتية ومدربهم.
- 2020 - المحكمة الإدارية العُليا في تُركيَّا تقضي بِإلغاء وضع آيا صوفيا كمتحف وإعادة العمل به كمسجدٍ جامع بعد نحو 86 سنة من إيقاف الصلاة فيه.
- 2021 - الأرجنتين بقيادة ليونيل ميسي تتوّج بطلًا بكوبا أمريكا للمرة الخامسة عشر في تاريخها، بعد تغلبها على البرازيل بنتيجة 1-0.
- 2023 - إعادة انتخاب الرئيس الأوزبكي شوكت ميرضيايف، في انتخابات مبكرة بعد تعديلات دستورية تسمح له بالترشح لولايتين تاليتين.

## مواليد
- 1451 - جيمس الثالث، ملك اسكتلندا.
- 1509 - جان كالفن، مصلح ديني فرنسي.
- 1856 - نيكولا تسلا، مهندس ومخترع أمريكي في مجال الكهرباء من أصل كرواتي / صربي.
- 1867 - ماكس فون بادن، أمير ألماني شغل منصب مستشار البلاد.
- 1871 - مارسيل بروست، روائي فرنسي.
- 1895 - كارل أورف، ملحن ألماني.
- 1898 - ثيودور إديسون مخترع أمريكي وهو الابن الثالث للمخترع توماس إديسون.
- 1902 - كورت ألدر، صيدلي ألماني حاصل على جائزة نوبل في الكيمياء عام 1950.
- 1920 - أوين تشمبرلين، عالم فيزياء أمريكي حاصل على جائزة نوبل في الفيزياء عام 1959.
- 1925 - مهاتير محمد، رئيس وزراء ماليزيا.
- 1945 - كاتسوجي موري، مؤدي أصوات ياباني.
- 1948 - محمد مختار، منتج سينمائي مصري.
- 1966 - دوغ تينابل، رسام هزلي ومصمم ألعاب فيديو ورسام قصص مصورة أمريكي.
- 1968 - حسيبة بولمرقة، عدائة جزائرية.
- 1970 - جمانة نمور، إعلامية لبنانية.
- 1976 -
  - لودوفيك جيولي، لاعب كرة قدم فرنسي.
  - إدملسون، لاعب كرة قدم برازيلي.
- 1980 -
  - محمد البريكي، لاعب كرة قدم كويتي.
  - جيسيكا سمبسون، ممثلة أمريكية.
  - توماس إيان نيكولاس، ممثل أمريكي.
- 1985 -
  - بارك تشو يونغ، لاعب كرة قدم كوري جنوبي.
  - ماريو غوميز، لاعب كرة قدم ألماني.
- 1989 - شيماء سليمان، ممثلة ومغنية كويتية.

## وفيات
- 138 - هادريان، إمبراطور روماني.
- 1226 - الظاهر بأمر الله، خليفة عباسي.
- 1230 - راجح الحلي، شاعر عراقي.
- 1559 - هنري الثاني، ملك فرنسا.
- 1851 - لويس داجير، عالم كيمياء وفنان فرنسي.
- 1884 - بول شارل مورفي، لاعب شطرنج أمريكي.
- 1989 - بشير الأعور، قاض وإداري وسياسي لبناني.
- 2000 - محمد مفتاح قريو، عالم مسلم ليبي.
- 2006 - شامل باساييف، زعيم المجاهدين الشيشان.
- 2010 - أحمد العسال، داعية إسلامي مصري.
- 2015 -
  - سامي العدل، ممثل مصري.
  - عمر الشريف، ممثل مصري.
- 2020 - محمود رضا، مصمم رقص مصري.

## أعياد ومناسبات
- عيد الاستقلال في البهاما.
- عيد الجيش في موريتانيا.

## وصلات خارجية
- وكالة الأنباء القطريَّة: حدث في مثل هذا اليوم.
- النيويورك تايمز: حدث في مثل هذا اليوم.
- BBC: حدث في مثل هذا اليوم.